# Amy Adams
Amy Lou Adams (født 20. august 1974 i Vicenza, Italien) er en amerikansk skuespiller. Hun er kendt fra blandt andet Catch Me If You Can (2002), Eventyr i New York (2007) og Arrival (2016).

## Udvalgt filmografi
- Drop Dead Gorgeous (1999)
- Catch Me If You Can (2002)
- Tenacious D in The Pick of Destiny (2006)
- Talladega Nights: The Ballad of Ricky Bobby (2006)
- Charlie Wilson's War (2007)
- Fortryllet (2007)
- Sunshine Cleaning (2008)
- Miss Pettigrew Lives for a Day (2008)
- Doubt (2008)
- Nat på Museet 2 (2009)
- Julie & Julia (2009)
- Trouble with the curve (2012)
- Man of Steel (2013)
- American Hustle (2013)
- Batman v Superman: Dawn of Justice (2016)
- Arrival (2016)
- Justice League (2017)